# シャドウ・DN1
シャドウ・DN1 (Shadow DN1) は、シャドウ・レーシング・カーズが1973年のF1世界選手権に投入したフォーミュラ1カー。この車は、それまでCan-Amに参戦していたシャドウがF1に参戦するに当たって初めて製作したマシン。元BRMのエンジニアであったトニー・サウスゲートが設計した。DN1はまた、グラハム・ヒルのプライベートチーム、エンバシー・ヒルでも使用された。

## 開発
シャドウ・DN1は、ドン・ニコルズが1973年シーズンに参戦するため設立したチームの初めてのマシンであった。チームはそれまでCan-Amスポーツカー・シリーズに参戦しており、エンジニアのトニー・サウスゲートやマネージャーのアラン・リースなどイギリス人の経験豊富なスタッフを雇い入れ、若干のレースに関する専門知識を有していた。サウスゲートが設計したDN1は、アルミニウム製モノコック、ダブルウィッシュボーン式サスペンションを装備し、エンジンはコスワースDFVを搭載した。DN1は剛性に問題を抱えていた。サウスゲートはそれまでV12エンジン搭載マシンしか手がけたことが無く、DFVの振動を補うのに十分な補強を行うことができなかった。マシンは黒一色のカラーリングで仕上げられ、UOPがスポンサーとなった。

## レース戦績

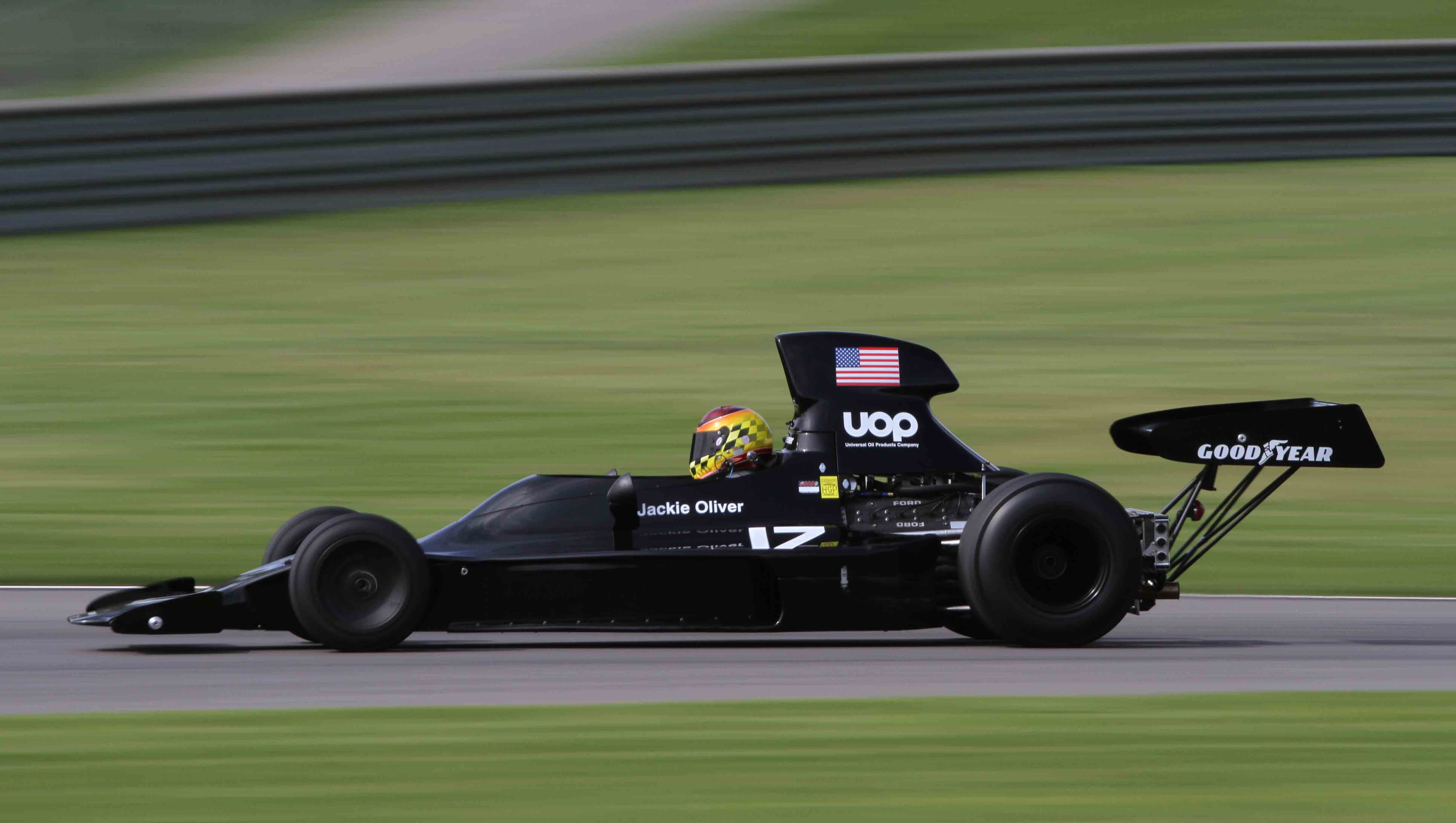
シャドウ・DN1、バーバー・モータースポーツパークで

チームは開幕から2戦を欠場し、第3戦の南アフリカグランプリに2台をエントリーした。ファーストドライバーはBRMやロータスでの経験を持つジャッキー・オリバーが務め、セカンドドライバーはF1ルーキーで、スポーツカーの経験が豊富なジョージ・フォルマーであった。フォルマーは緒戦の南アフリカで6位に入り、続くスペインでは3位に入賞した。オリバーは第14戦のカナダで3位に入賞した。チームは最終戦のアメリカでブライアン・レッドマンをサードカーに乗せたが、レッドマンは5周でリタイヤ、外部の手助けを受けたことで失格となった。シャドウはこの年9ポイントを得てコンストラクターズランキング8位となった。
1974年シーズン、チームはDN1に代えてDN3を投入したが、新人のジャン＝ピエール・ジャリエは開幕2戦をDN1で戦わなければならず、いずれもリタイアとなった。

### エンバシー・ヒル

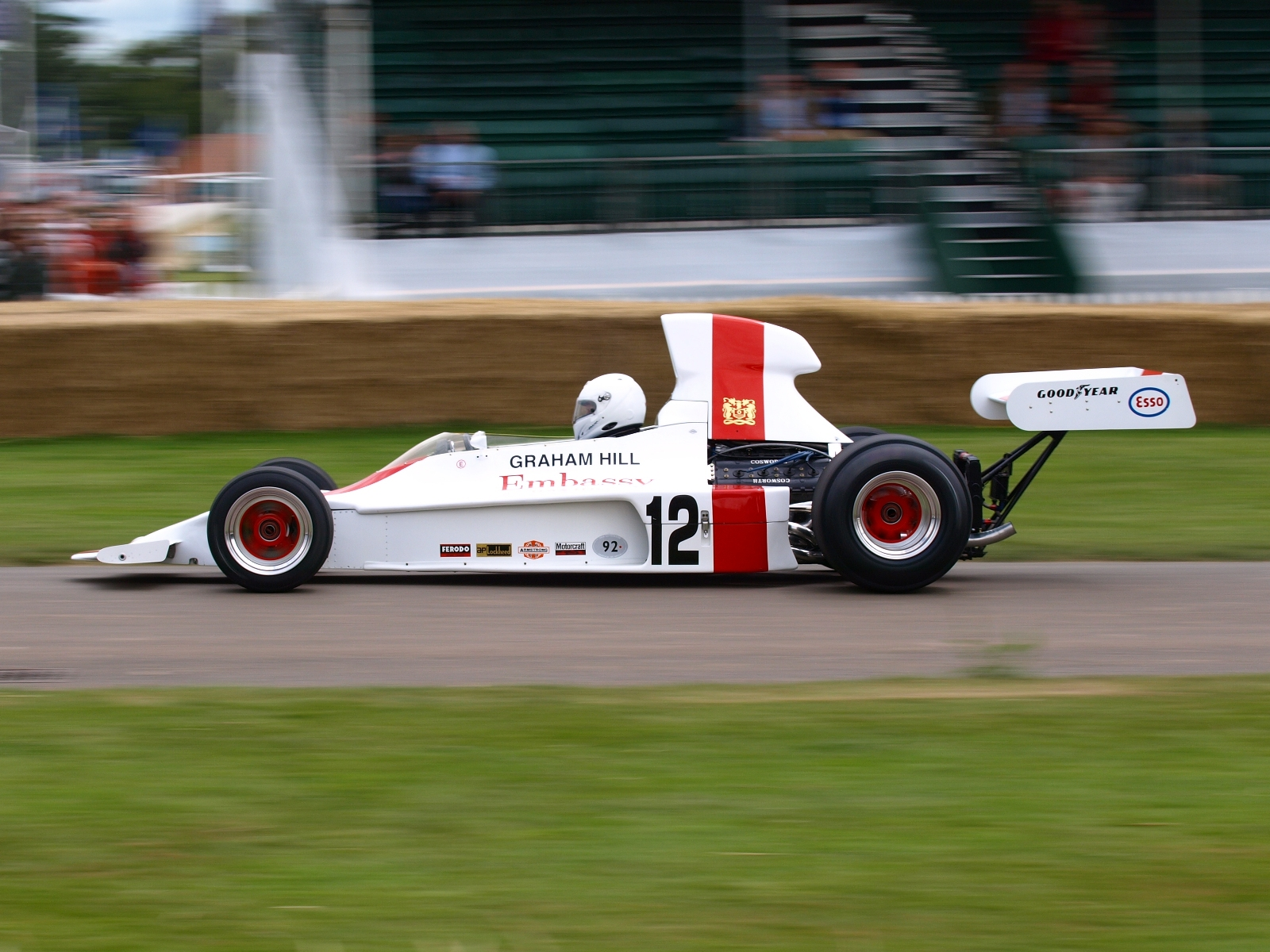
エンバシー・ヒルのシャドウ・DN1、2008年のグッドウッド・フェスティバルで

グラハム・ヒルも自ら設立したエンバシー・レーシングでDN1を使用し、1973年シーズンを戦った。同チームはヒルの1台体制で、マシンのカラーリングは白を基調とした物であったが、ヒルはDN1でポイントを獲得することはできなかった。彼の最高位はベルギーグランプリの9位であった。エンバシー・ヒルは翌年、シャドウからローラへマシンをスイッチした。

## F1における全成績
(key) （太字はポールポジション）
| 年     | チーム                          | エンジン    | タイヤ | ドライバー                 | 1   | 2   | 3   | 4   | 5   | 6   | 7   | 8   | 9   | 10  | 11  | 12  | 13  | 14  | 15  | ポイント | 順位 |
| ------ | ------------------------------- | ----------- | ------ | -------------------------- | --- | --- | --- | --- | --- | --- | --- | --- | --- | --- | --- | --- | --- | --- | --- | -------- | ---- |
| 1973年 | UOPシャドウ・レーシング・カーズ | フォード V8 | G      |                            | ARG | BRA | RSA | ESP | BEL | MON | SWE | FRA | GBR | NED | GER | AUT | ITA | CAN | USA | 9        | 8位  |
| 1973年 | UOPシャドウ・レーシング・カーズ | フォード V8 | G      | ジャッキー・オリバー       |     |     | Ret | Ret | Ret | 10  | Ret | Ret | Ret | Ret | 8   | Ret | 11  | 3   | 15  | 9        | 8位  |
| 1973年 | UOPシャドウ・レーシング・カーズ | フォード V8 | G      | ジョージ・フォルマー       |     |     | 6   | 3   | Ret | DNS | 14  | Ret | Ret | 10  | Ret | Ret | 10  | 17  | 14  | 9        | 8位  |
| 1973年 | UOPシャドウ・レーシング・カーズ | フォード V8 | G      | ブライアン・レッドマン     |     |     |     |     |     |     |     |     |     |     |     |     |     |     | DSQ | 9        | 8位  |
| 1973年 | エンバシー・レーシング          | フォード V8 | G      | グラハム・ヒル             |     |     |     | Ret | 9   | Ret | Ret | 10  | Ret | NC  | 13  | Ret | 14  | 16  | 13  | 9        | 8位  |
| 1974年 | UOPシャドウ・レーシング・カーズ | フォード V8 | G      |                            | ARG | BRA | RSA | ESP | BEL | MON | SWE | NED | FRA | GBR | GER | AUT | ITA | CAN | USA | 7*       | 8位  |
| 1974年 | UOPシャドウ・レーシング・カーズ | フォード V8 | G      | ジャン＝ピエール・ジャリエ | Ret | Ret |     |     |     |     |     |     |     |     |     |     |     |     |     | 7*       | 8位  |

* 1974年シーズンのポイントは全てDN3によるもの

## 注
1. ↑  Shadow DN1 @ StatsF1
2. 1 2 3 4  Nye, 1986, p. 233
3. ↑  Hodges, 2001, p. 208

## 参照
- Nye, Doug (1985). Autocourse History of the Grand Prix Car 1966 - 1985. Richmond, Surrey, United Kingdom: Hazelton Publishing. ISBN 0905138376
- Hodges, David (2001). A - Z of Grand Prix Cars. Ramsbury, Marlborough, Wiltshire: Crowood Press. ISBN 1861263392